# Dénys Bain
Dénys Bain (Parigi, 2 luglio 1993) è un calciatore francese, difensore del CA Paris.

## Caratteristiche tecniche
È un difensore centrale.

## Carriera

### Club
Cresciuto nel settore giovanile del Châteauroux, ha esordito in prima squadra il 20 maggio 2011 in occasione del match di Ligue 2 vinto 1-0 contro il Sedan.